# Международный союз триатлона
Международный союз триатлона (от англ. International Triathlon Union, ITU, ИТУ), официально с октября 2020 года — World Triathlon (букв. с англ. — «Международный триатлон») — международный руководящий орган, управляющий триатлоном и родственными ему модификациями мультиспортивных гонок, такими как дуатлон и акватлон. Штаб-квартира ITU находится в Лозанне, Швейцария. Под эгидой ITU проходят Мировая серия по триатлону и Кубок мира по триатлону.

## Обзор
Международный союз триатлона был создан в 1989 году в качестве руководящего органа для молодого быстро развивающегося вида спорта — триатлона. Первый конгресс ITU был проведён 1 апреля 1989 года во французском Авиньоне, в нём приняли участие представители 30 национальных федераций. На конгрессе была утверждена длина стандартной дистанции триатлона (плавание 1.5 км, велоэтап 40 км, беговой этап 10 км), позже получившая название олимпийской, а также было принято решение о проведении первого чемпионата мира по триатлону. Он прошёл также в Авиньоне в августе 1989 года.
Первым президентом ITU стал канадец Лес Макдональд. Штаб-квартира ITU раполагалась в канадском Ванкувере вплоть до 2014 года, когда она переехала в швейцарскую Лозанну.
В 1991 году ITU запустил проведение Кубка мира по триатлону. Его формат предусматривал проведение в течение одного календарного года в различных городах мира 10-20 гонок на стандартной дистанции, финишёры которых набирали очки в общий зачёт. Спортсмен, набравший наибольшее число очков по итогам всех гонок года объявлялся обладателем Кубка мира.
В 2009 году ITU объявляет о запуске новой серии триатлонных стартов для элитных спортсменов — Мировой серии по триатлону. Формат соревнований во многом повторяет Кубок мира, однако имеет и ряд отличий. Например, помимо гонок на олимпийской дистанции, иногда проводятся старты и на дистанции спринт.
Кубок мира по триатлону с момента основания Мировой серии отошёл в тень, в нём стали принимать участие спортсмены второго эшелона. Очки, заработанные на этапах Кубка, стали идти в зачёт Мировой серии, а сам титул обладателя Кубка мира был упразднён.

## Международные структуры
ITU состоит из 5 континентальных подразделений, через которые национальные федерации (руководящий орган триатлона в каждой стране) с ним связаны. Каждое подразделение проводит континентальный чемпионат и серию континентального Кубка.
- Африка: Африканский союз триатлона (ATU) – 10 национальных федераций[2]
- Америка: Панамериканская конфедерация триатлона (PATCO) – 36 национальных федераций[3]
- Азия: Азиатская конфедерация триатлона (ASTC) – 22 национальных федераций[4]
- Европа: Европейский союз триатлона (ETU) – 47 национальных федераций[5]
- Океания: Союз триатлона Океании (OTU) – 8 национальных федераций[6]

## Соревнования
Соревнования, организуемые ITU:
- Мировая серия по триатлону
- Чемпионат мира по триатлону в смешанной эстафете[англ.]
- Чемпионат мира по триатлону на длинной дистанции[англ.]
- Кубок мира по триатлону[англ.] - серия
- Чемпионат мира по акватлону[англ.]
- Чемпионат мира по дуатлону[англ.]
- Чемпионат мира по зимнему триатлону
- Чемпионат мира по кросс-кантри триатлону

## В России
26 сентября 2015 года в России, в городе Сочи, под эгидой ETU был проведён Финал Кубка Европы по триатлону. Инфраструктура мероприятия была создана организаторами любительских соревнований IRONSTAR 113 SOCHI 2015, которые проводились 27 сентября 2015.